# Lidia Beccaria Rolfi

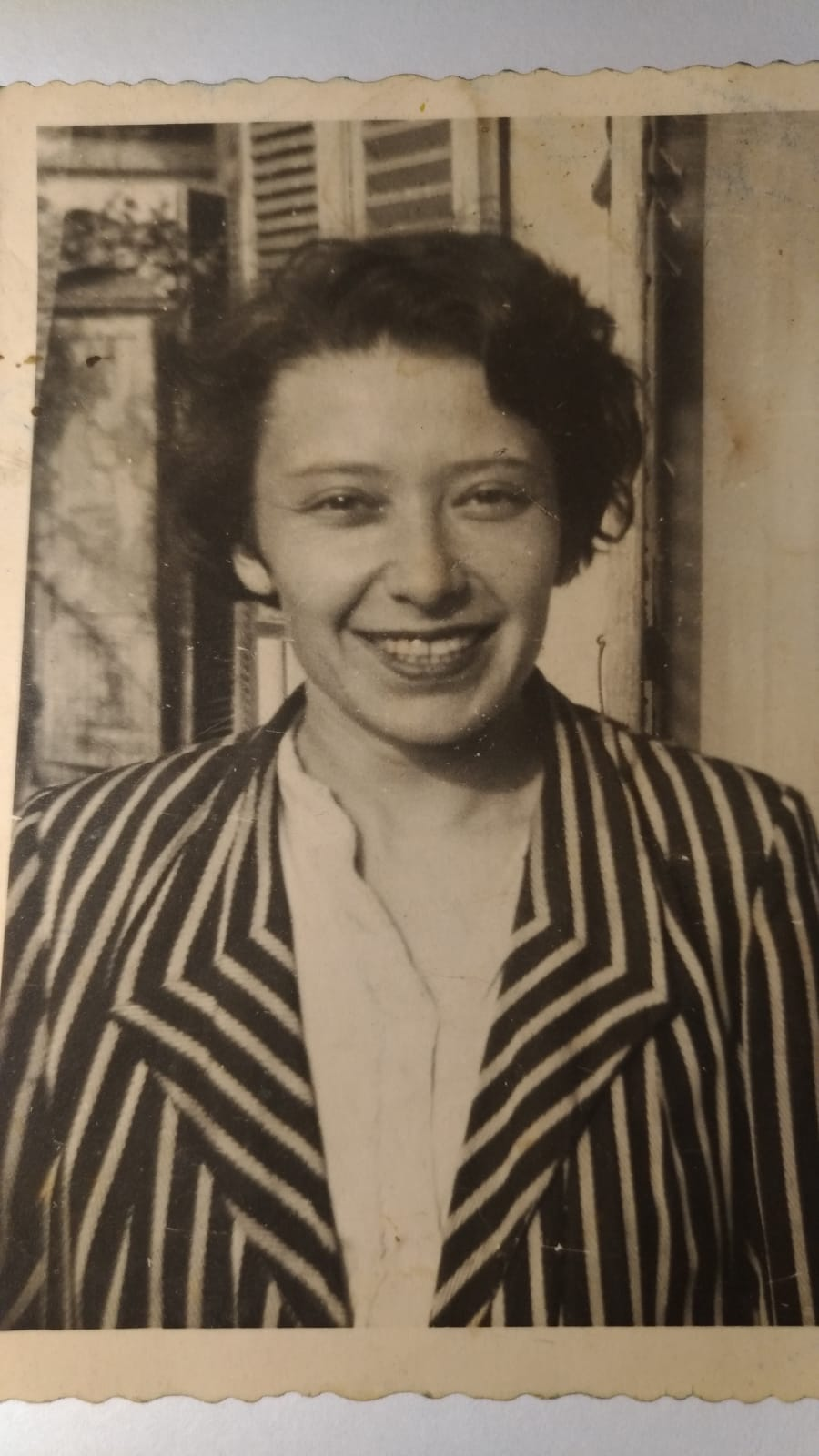
Lidia Beccaria Rolfi (Foto aus dem Privatarchiv ihres Sohnes Aldo Rolfi)

Lidia Beccaria Rolfi (geboren am 8. April 1925 in Mondovì; gestorben am 17. Januar 1996 ebenda) war eine italienische Lehrerin, Schriftstellerin, Mitglied der Resistenza und Überlebende des KZ Ravensbrück. Ihre 1978 veröffentlichten Tagebücher, die sie im Lager schrieb, gelten als die ersten schriftlichen Zeugnisse auf Italienisch über die Deportation politisch verfolgter Italienerinnen in deutsche Konzentrationslager.

## Leben
Lidia Beccaria Rolfi, auch Lidia Rolfi genannt, wuchs als jüngstes Kind mit fünf Brüdern in einer Bauernfamilie im Piemont auf. Nach einer Ausbildung als Lehrerin begann sie 1943 an Grundschulen in einigen Gemeinden der Provinz Cuneo zu unterrichten. Im Dezember 1943 schloss sie sich Partisanen der Resistenza an und erhielt den Decknamen „Rossana“. Am 13. Juni 1944 verhaftete die faschistische Guardia Nazionale Repubblicana Lidia Rolfi und übergab sie nach Verhör und Folter der Gestapo, die sie in einem Gefängnis in Turin inhaftierte. In der Nacht vom 25. auf den 26. Juni 1944 wurde sie ins KZ Ravensbrück deportiert, wo sie am 30. Juni 1944 mit 13 anderen Italienerinnen ankam.
Nach einiger Zeit im Lager gelang es ihr, einen Arbeitsplatz im Siemenslager Ravensbrück zu bekommen. Damit verbesserte sich ihre Unterbringungssituation. Sie wurde in einen Block verlegt, in dem politisch verfolgte Französinnen interniert waren. Eine der Frauen, die nur auf Französisch mit ihr sprach, motivierte sie zu schreiben. In ihrem Tagebuch schilderte Lidia Rolfi ihre Erlebnisse, die demütigenden Haftbedingungen der weiblichen politischen Häftlinge und die Isolation in dem Lagersystem, das eine Solidarisierung der Italienerinnen untereinander unmöglich gemacht habe. Über die Aufseherinnen notierte sie: „Sie machen die Männer nach und versuchen, sie an Gewalttätigkeit und Brutalität zu übertreffen.“ Heimlich gab sie Gefangenen Unterricht in Geschichte, Literatur und Geografie. Trotz großer Erschöpfung zwang sie sich zu schreiben und entzog sich damit für Augenblicke den Entbehrungen. Das Schreiben wurde für sie zur Überlebensnotwendigkeit. Der Historiker Bruno Maida zitiert in seiner Biografie über Lidia Rolfi aus ihren „Taccuini“ (Notizbücher): „Ich möchte leben, um zurückzukehren, mich zu erinnern, zu essen, mich anzuziehen, Lippenstift aufzutragen und laut zu sagen, jedem zuzurufen, dass die Hölle auf Erden existiert.“
Lidia Rolfi verließ mit tausenden Häftlingen in der Nacht vom 26. auf den 27. April 1945 von der SS auf einen „Todesmarsch“ getrieben das Frauen-Konzentrationslager Ravensbrück. Nach der Befreiung durch sowjetische Einheiten Anfang Mai kam sie als Displaced Person in ein ehemaliges Gefangenenlager unter britischer Verwaltung in Lübeck, von dort brach sie nach Italien auf.
Nach ihrer Rückkehr im September 1945 nahm sie ihre Arbeit als Lehrerin wieder auf. Im nach-faschistischen Italien schlug den Frauen, die als politische KZ-Häftlinge überlebt hatten, Misstrauen entgegen. Sie wurden verdächtigt, eine besondere Beziehung zu den Tätern gehabt zu haben. Erst nach Jahren selbst auferlegten Schweigens veröffentlichte Lidia Rolfi 1978 unterstützt von der Historikerin Anna Maria Bruzzone unter dem Titel Le donne di Ravensbrück ihre biografischen Berichte als Gefangene in Ravensbrück, verbunden mit einer historisch-soziologischen Analyse des Lagers. In den Band integrierten Rolfi und Bruzzone auf Interviews beruhende Zeugnisse von vier weiteren deportierten Resistenza-Kämpferinnen. Es war die erste auf Italienisch erschienene Geschichte der Deportation italienischer Frauen in deutsche Konzentrationslager. Rolfi machte damit die Existenz von Frauen im italienischen Widerstand sichtbar sowie Zeugnisse von Überlebenden der Konzentrationslager. Zwei ihrer Notizbücher veröffentlichte sie zu Lebzeiten nicht. Erst zwölf Jahre nach ihrem Tod gab Bruno Maida sie unter dem Titel Taccuini del Lager als Anhang seiner Biografie über Rolfi heraus.
Lidia Rolfi engagierte sich in der Sozialistischen Partei und wurde zur stellvertretenden Bürgermeisterin und Stadträtin ihres Heimatortes Mondovì gewählt. Von 1958 bis zu ihrem Tod war sie als italienische Vertreterin im Internationalen Ravensbrück-Komitee. In Italien habe Lidia Beccaria Rolfi „für das Ravensbrück-Gedächtnis einen vergleichbaren Stellenwert wie Germaine Tillion für Frankreich“, schreibt der Internationale Freundeskreis für die Mahn- und Gedenkstätte Ravensbrück.

## Posthum
In den Gemeinden von Cuneo, Mondovì und Genola wurden Schulen, eine Straße in Mondovì und ein öffentlicher Park in Fossano nach Lidia Rolfi benannt.
Im Januar 2020 berichteten Medien über eine antisemitische Schmiererei an der Tür ihrer früheren Wohnung in Mondovì, in der heute ihr Sohn Aldo Rolfi lebt.

## Veröffentlichungen
- Le donne di Ravensbrück: testimonianze di deportate politiche italiane, mit Anna Maria Bruzzone, Einaudi, Turin 1978. Zweite Ausgabe 2003, ISBN 88-06-16494-5.
- L’esile filo della memoria : Ravensbrück, 1945: un drammatico ritorno alla libertà, Einaudi, Turin 1996, ISBN 88-06-13957-6.
- Il futuro spezzato: i nazisti contro i bambini (Aufsatzsammlung), mit Bruno Maida und einem Vorwort von Primo Levi, La Giuntina, Florenz 1997, ISBN 88-8057-057-9.

in deutscher Übersetzung
- Zurückkehren als Fremde. Von Ravensbrück nach Italien: 1945–1948 (L’esile filo della memoria: Ravensbrück, 1945), Erlebnisbericht nach Aufzeichnungen von Lidia Beccaria Rolfi, aus dem Italienischen übersetzt von Martina Kempter, hrsg. von Johanna Kootz. Metropol, Berlin 2007, ISBN 978-3-938690-67-3.
- Als Italienerin in Ravensbrück. Politische Gefangene berichten über ihre Deportation und ihre Haft im Frauen-Konzentrationslager (Le donne di Ravensbrück), mit Anna Maria Bruzzone, aus dem Italienischen übersetzt von Martina Kempter, hrsg. von Johanna Kootz. Metropol Verlag, Berlin, 2016, ISBN 978-3-86331-324-1.